# National Academies of Sciences, Engineering, and Medicine

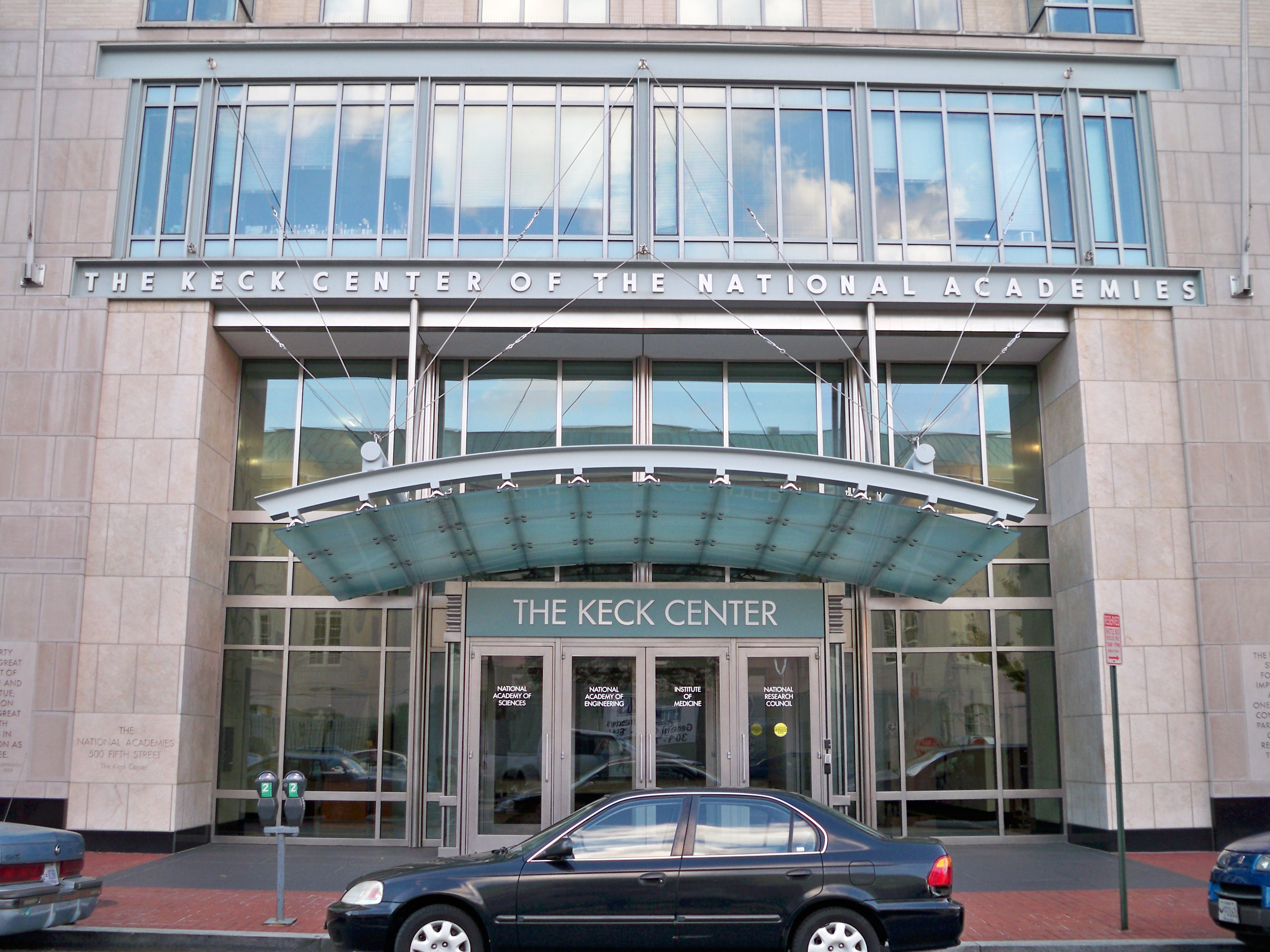
Hauptsitz in Washington

Die National Academies of Sciences, Engineering, and Medicine ist die Dachorganisation für drei fortbestehende US-amerikanische Wissenschaftsakademien.
Ältestes Mitglied ist die 1863 gegründete National Academy of Sciences (NAS). Im Jahr 1916 wurde unter dem Eindruck des Ersten Weltkriegs und einer Forderung Präsident Woodrow Wilsons folgend der National Research Council (NRC) durch die National Academy of Sciences ins Leben gerufen. Nach dem Ende des Krieges erließ Präsident Wilson eine Executive Order, die das Weiterbestehen des Council gewährleistete. Diese Order wurde durch entsprechende Dekrete von Dwight D. Eisenhower im Jahr 1956 und George H. W. Bush im Jahr 1993 bestätigt. Im Jahr 1964 gründete die National Academy of Sciences zudem die National Academy of Engineering (NAE) und 1970 das Institute of Medicine (IOM), das seit 2015 unter dem Namen National Academy of Medicine (NAM) die dritte Akademie der National Academies of Sciences, Engineering, and Medicine in den Vereinigten Staaten bildet.
Die National Academy of Sciences hat rund 2100 Mitglieder, die National Academy of Engineering etwa 2000 und die National Academy of Medicine rund 1600 Mitglieder. Der National Research Council setzt sich aus Mitgliedern einer dieser drei Akademien zusammen.
Die Leitung der National Academies of Sciences, Engineering, and Medicine setzt sich zusammen aus Marcia McNutt, Präsidentin der NAS und Vorsitzende des National Research Council, John L. Anderson, Präsident der NAE und Victor J. Dzau, Präsident der NAM.